# Ригоберто Уран
Ригоберто Уран Уран (шп. Rigoberto Urán Urán; Урао, 26. јануар 1987) бивши је колумбијски бициклиста у периоду од 2006. до 2024. који је последње возио за UCI ворлд тур тим ЕФ едукејшон—изипост. Освојио је по једном Гран при сајклисте де Квебек, Милано—Торино, Ђиро дел Пијемонт, национално првенство у вожњи на хронометар и сребрну медаљу у друмској трци на Олимпијским играма. Ђиро д’Италију је двапут заредом завршио на другом мјесту, гдје је такође освојио и класификацију за најбољег младог возача, док је једном завршио Тур де Франс на другом мјесту.
Професионалну каријеру почео је 2006, у тиму Тенакс, док је 2007. прешао у тим Унибет. Године 2008. прешао је у Кес д’Епарњ, а исте године завршио је Вуелта а Каталуњу на другом мјесту и Ђиро ди Ломбардију на трећем. Након двије сезоне у којима је остваривао слабије резултате, 2011. је прешао у Скај и исте године је носио бијелу мајицу на Тур де Франсу, за лидера класификације за најбољег младог возача, на три етапе.
Године 2012. освојио је Ђиро дел Пијемонт и класификацију за најбољег младог возача на Ђиро д’Италији, гдје је завршио на седмом мјесту, након чега је освојио сребрну медаљу у друмској трци на Олимпијским играма, завршивши иза Александра Винокурова. Године 2013. завршио је Ђиро д’Италији на другом мјесту, иза Винченца Нибалија, а испред Кадела Еванса, уз једну етапну побједу. Године 2014, прешао је у Етикс—Квик-степ и исте године, завршио је Ђиро д’Италију на другом мјесту другу годину заредом, иза Наира Кинтане, уз једну етапну побједу, а носио је розе мајицу, за лидера трке, на три етапе.
Године 2015. освојио је национално првенство у вожњи на хронометар по први пут, док је Тирено—Адријатико завршио на трећем мјесту, а у финишу сезоне, освојио је класик Гран при сајклисте де Квебек. Године 2016, прешао је у Кенондејл; Ђиро д’Италију завршио је на седмом мјесту, док је у финишу сезоне, завршио Ђиро ди Ломбардију на трећем мјесту. Године 2017, није возио Ђиро, фокусирао се на Тур де Франс, који је завршио на другом мјесту, 54 секунде иза Криса Фрума, уз једну етапну побједу, а у финишу сезоне, освојио је Милано—Торино. Године 2018. завршио је Ђиро дел’Емилију и Тур оф Словенију на другом мјесту, док је Вуелта а Еспању завршио на седмом мјесту.
Године 2019. поново је пропустио Ђиро, а Тур де Франс је завршио на седмом мјесту, док је 2020. завршио Тур на осмом мјесту. Године 2021. завршио је Тур де Свис на другом мјесту, иза Ричарда Карапаза, након чега је Тур де Франс завршио на десетом мјесту. У наставку сезоне, завршио је и друмску трку и хронометар на Олимпијским играма на осмом мјесту. Каријеру је завршио на крају 2024. послије чега је изјавио да планира да почне каријеру професионалног фудбалера.

## Детињство и јуниорска каријера
Уран је у свет бициклизма ушао са 14 година. Неколико месеци касније, отац му је убијен и он је морао да преузме његово место продавца лутрија, да би издржавао породицу. Са 16 година је почео каријеру и преселио се у Меделин, где је возио за колумбијски тим Оргуљо.
2003. је освојио национално првенство у вожњи на хронометар за јуниоре, а завршио је други у друмској вожњи. 2004. је освојио Вуелта Хувентад трку, у Венецуели и Вуелта Порвенир у Колумбији.
2005. је освојио национално првенство на Велодрому, у три дисциплине и национално првенство у друмској вожњи за јуниоре.

## Професионална каријера

### 2006 — 2007
2006. са 19 година се преселио у Италију, у тим Тенакс. 2007. је прешао у шведски тим Унибет. На почетку сезоне је освојио четврту етапу на ттци Класико Рионежро, у Колумбији. Победио је на хронометру на трци Еускал бициклета, који је прекинут због јаке кише и ветра, иако нису сви возачи завршили. Победио је и на осмој етапи Тура Швајцарске, где је напао на 800 метара до циља и задржао је групу иза.
На Туру Холандије 2007.. Уран је био у бегу са Дамијаном Кунегом, пао је и завршио је са ломовима.

### 2008 — 2010
2008. је прешао у шпански тим Кез де Парњ (данашњи Мовистар). Освојио је друго место на Вуелта Каталонији и треће на Ђиро ди Ломбардији, престижној једнодневној трци у Италији. На Олимпијским играма 2008. у Пекингу, Уран је возио друмску трку, али је није завршио.
2009. завршио је пети на Туру Романдије и на 13 месту је завршио Вуелта Каталонију. Возио је свој први Тур де Франс и завршио га је на 52 месту. На крају сезоне завршио је на 21:месту Ђиро ди Ломбардију.
2010. завршио је на 14 месту Тирено—Адриатико и на седмом месту класик Примавера. Возио је Ђиро д’Италију и завршио је на 35 месту. Освојио је седмо место на Туру Швајцарске и возио је Вуелта а Еспању. Уран је био на осмом месту, с затим је доживео пад који је значио крај амбиција за добар пласман, завршио је на 33 месту. На крају сезоне, завршио је на 12 месту на Ђиро ди Ломбардији.

### 2011 — 2013
2011. прешао је у тим Скај. На почетку сезоне завршио је седми на Вуелта Андалузији, а освојио је пето место на Лијеж—Бастоњ—Лијежу и Вуелта Каталонији.
На Тур де Франсу, Уран је постао лидер тима након што је Бредли Вигинс пао на седмој етапи и напустио Тур. На етапи 14, завршио је пети и узео је белу мајицу, за најбољег младог возача и попео се на 11 место у генералном пласману. Белу мајицу је изгубио на етапи 18, од Рејна Тарамајеа, због болести. Тур је завршио на 24 месту. Након Тура, освојио је девето место на класику Сан Себастијан и треће на гран прију Квебека. Ђиро ди Ломбардију завршио је на 19 месту.
2012. завршио је Париз—Ницу на 12 месту, а прву победу у дресу Скаја, остварио је на Вуелта Каталонији, где је на четвртој етапи отишао у бег и победио је у спринту шесторице возача. На петој етапи завршио је други и завршио је пети у генералном пласману.
На Ђиро д’Италији освојио је класификацију за најбољег младог возача и седмо место у генералном пласману, што му је био најбољи резултат на гранд тур тркама до тада. Уран је белу мајицу освојио испред сувозача, Серхија Енаа, који је носио мајицу.
На Олимпијским играма у Лондон у, Уран је освојио сребрну медаљу, након што је напао са Александром Винокуровим на 8 километара до циља. На 200 метара до циља, Уран се окренуо да види преко рамена колику предност имају и у том тренутку је Винокуров почео да спринта. Уран није могао да реагује одмах и Винокуров је освојио злато. На Вуелта а Еспањи, Уран је био помоћник Крису Фруму и завршио је на 29 месту. Након Вуелте, освојио је класик у Италији, Ђиро Пијемонта. Уран је напао заједно са Горка Вердугом из тима Еускалтел. Њих двојица су сарађивали до задњих 500 метара, када су тактизирали за победу. Уран је на 300 метара почео да спринта и победио је са 6 секунди испред Луке Паолинија који је долазио отпозади. Неколико дана касније, освојио је треће место на Ђиро ди Ломбардији, која је вожена по тешким врененским условима. Уран је завршио други у малој групи возача која је завршила иза победника Хоакима Родригеза.
2013. је почео у Португалу, на трци Волта Алгарве, где је завршио на десетом месту. Флеш Валон је завршио на 22 месту, а затим је изабран да буде први помоћник Бредлију Вигинсу на Ђиро д’Италији.
Уран је био пети након екипног хронометра на другој етапи, а на трећој етапи се попео на треће место. Након четврте етапе је дошао до другог места, али на седмој етапи је био приморан да чека Вигинса, који је пао на спусту, Уран је испао из топ 10. Након хронометра на осмој етапи, Уран је дошао до десетог места. На десетој етапи, првој брдској, Уран је напао на задњем успону и освојио је етапу са 20 секунди испред Карлоса Бетанкура и попео на треће место, два минута иза Винченца Нибалија. На етапи 12, Вигинс је изгубио три минута и напустио је Ђиро. Уран је постао лидер тима Скај. Уран је завршио пети на етапи 14, а на брдском хронометру, на етапи 18, завршио је шести и смањио је заостатак за Каделом Евансом на 12 секунди. На етапи 20, задњој брдској, завршио је трећи, иза Нибалија и Дуартеа, а узео је довољно времена Евансу и прескочио га је у пласману. Уран је освојио друго место на Ђиру, 4 минута и 43 секунде иза победника Винченца Нибалија. То је био Уранов први подијум на гранд тур тркама и први подијум за Колумбију на Ђиру.
У августу 2013. објављено је да ће Уран напустити тим Скај на крају сезоне. У септембру је возио Вуелта а Еспању и завршио је на 27 месту.

### 2014 — 2015
2014. прешао је у тим Омега Фарма—Квик Степ. сезону је почео трећим местом на Туру Омана. На Туру Романдије, завршио је на 14 месту, а био је четврти на хронометру. Недељу дана касније, био је лидер тима на Ђиро д’Италији.
Прва недеља на Ђиру, протекла је добро за Урана и био је други, иза Кадела Еванса. Победио је на хронометру, на етапи 12, изванредном вожњом и преузео је вођство и тако постао први Колумбијац икада који је обукао розе мајицу. На етапи 16, Уран је изгубио мајицу од другог Колумбијца, Наира Кинтане, на Стелвију. Уран је мислио да је спуст на Стелвију неутрализован и његов тим није реаговао како треба на Кинтанин напад. Уран је завршио трећи на брдском хронометру на етапи 19, али је био три минута иза Кинтане. На задњој брдској, етапи 20, на Зонколану, Уран и Кинтана су завршили заједно. Кинтана је освојио Ђиро, а Уран је другу годину заредом освојио друго место.
На Вуелта а Еспањи, Уран је почео добро, био је трећи, али је патио од бронхитиса и изгубио је време. Вуелту је напустио пре почетка етапе 17. Након Вуелте, завршио је девети на Туру Пекинга.
2015. је освојио национално првенство, а затим је завршио трећи на Тирено—Адриатику, пети на Вуелта Каталонији и на Туру Романдије. Најављивао је да ће покушати да освоји Ђиро д’Италију.
На Ђиру, Уран није био у доброј форми, губио је време и брзо је отпао из топ 10. Форму је показао само на задње две брдске етапе, оба пута је завршио трећи. Ђиро д’Италију је завршио на 14 месту. Након Ђира, возио је Тур де Франс, али није био конкурентан, завршио је на 42 места.
На класику Сан Себастијан завршио је десети, након чега је освојио своју прву трку, гран при Квебека. На светском првенству у екипном хронометру, освојио је сребро за тимом Омега Фарма—Квик Степ.

### 2016 —
2016. прешао је у тим Кенондејл.
Сезону је почео у Португалу, на трци Волта Алгарве. На Вуелта Каталонији завршио је десети, а у мају је још једном био лидер тима на Ђиро д’Италији.
Уран је био у бољој форми него 2014. шест етапа је завршио у првих 
10 и завршио је Ђиро на седмом месту. Нс етапи 20, Уран је помагао сународнику Естебану Чавезу, који је до тада био лидер, да освоји Ђиро, али Чавез није имао снаге и завршио је Ђиро на другом месту. Након Ђира, завршио је на 25 месту класик Сан Себастијан.
На Олимпијским играма у Рио де Женеиру, Уран је био лидер Колумбије у друмској трци, али је није завршио.